# Goby (rejon wileński)
Goby (lit. Guobos) – wieś na Litwie, w okręgu wileńskim, w rejonie wileńskim, w gminie Pogiry. Graniczy z Wilnem.

## Historia
W dwudziestoleciu międzywojennym folwark i parcele leżące w Polsce, w województwie wileńskim, w powiecie wileńsko-trockim, do 1 kwietnia 1927 w gminie Landwarowo, następnie w gminie Troki. W 1931 miejscowość liczyła 49 mieszkańców, zamieszkałych w 10 budynkach.
Po II wojnie światowej w granicach Związku Sowieckiego. Od 1991 na niepodległej Litwie. W 1996 południowo-zachodnia część wsi została włączona w granice Wilna.